# Андре Берже
Андре Берже (на френски: André Berge) е френски лекар и психоаналитик.

## Биография
Роден е на 24 май 1902 година в Париж, Франция. Той е незаконен син на президента на френската република Феликс Фор, макар че самия Берже не знае това. Израства в семейството на Рене и Антоанета Берже, католическо семейство от средната класа. Завършва лицея „Janson-de-Sailly“. През 1924 г. се жени за Женвиев Форкад.
По-късно Берже се заинтересува от психоанализата и решава да се подложи на анализа при Рене Лафорг през 1939 г. След това се включва в неговия „Club des Piqués“, в който са и други анализирани от Лафорг. Там става близък с Жулиет Фав-Бутоние, Франсоаз Марет (по-късно Франсоаз Долто) и Жорж Моко. Това му повлиява и започва да учи медицина и завършва през 1946 г. Същата година става асоцииран член на Парижкото психоаналитично общество, а две години по-късно и пълноправен член.
През 1965 г. Берже основава Асоциация за рехабилитация за умствено изостанали. В различни периоди е президент на Асоциацията „Монтесори“ за Франция, президент на Международната федерация за образование на родителите и педагозите (1973 – 1979).
В периода 1950 – 1952 г. защитава в съда Маргарет Кларк-Уилямс по обвинение, че практикува психоанализа без да е лекар. След разцепването във френската психоаналитична общност той остава член и на двете общества – Парижкото психоаналитично общество и основаното от Жак Лакан, Франсоаз Долто и Даниел Лагаш след това Френско психоаналитично общество.
По времето, когато се правят опити за интегриране на Френското психоаналитично общество става грешка, в която името му влиза в списъка на тези психоаналитици, които Международната психоаналитична асоциация иска да изключи. Все пак грешката е поправена и той създава Психоаналитична асоциация на Франция, на която е президент между 1969 – 1970 г.
Умира на 27 октомври 1995 година в Ньой сюр Сен на 93-годишна възраст.